# Camarero

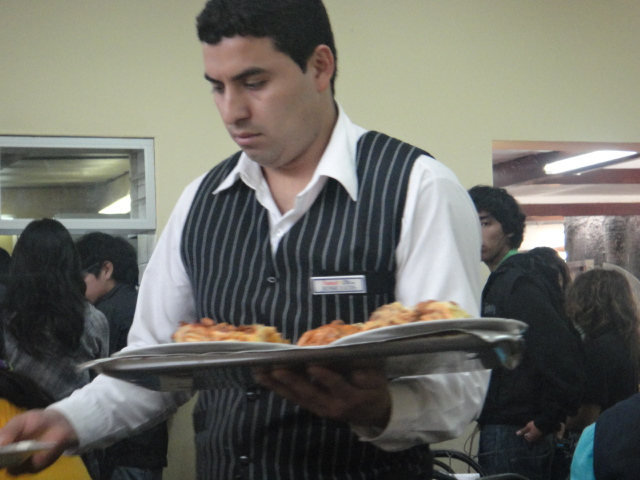
Mozo en una cafetería de la PUCP, Lima, Perú.

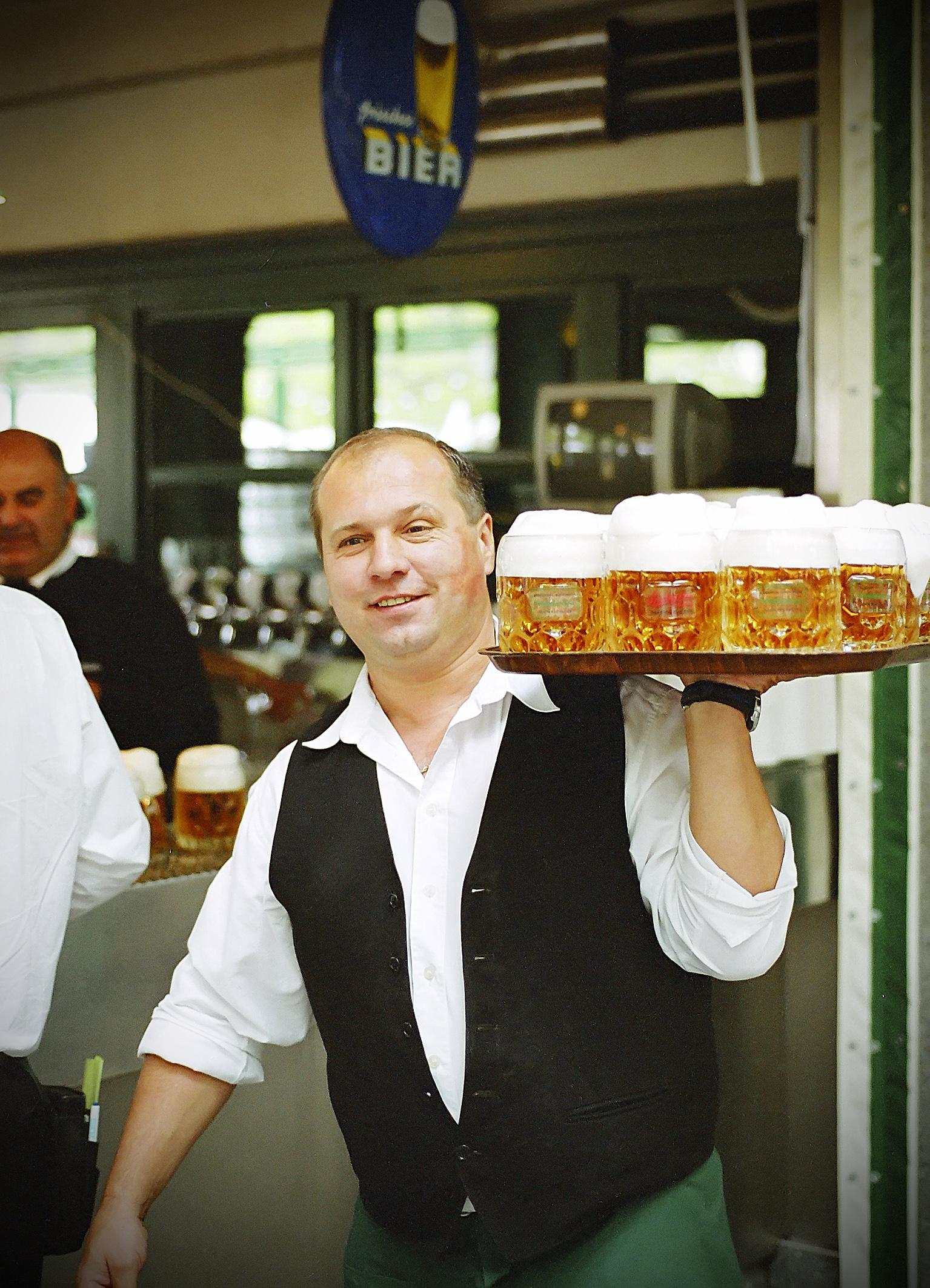
Un camarero en una cervecería de Viena, Austria.

Un camarero, mozo, mesero (Mx, Gu, Ho, ES, Ni, CR, Pa, Cu, RD, PR, Co, Ec, Pe, Bo, Ch; Ur), garzón (Ch; m. Bo; Ec), o mesonero (Ve, Ec, Ch, Py) es la persona que tiene como oficio atender a los clientes de un establecimiento de hostelería, banquetes o eventos, proporcionándoles alimentos, bebidas y asistencia durante la estancia. Un camarero suele controlar varias mesas en establecimientos grandes o todas las mesas si es un lugar pequeño.

## Indumentaria básica
Aunque oficialmente no existe una indumentaria o uniforme oficial para los camareros o camareras, a diferencia de otras profesiones, sobre todo relacionadas con cuerpos de seguridad de los Estados (policía, ejército, bomberos) u otras como pilotos, asistentes de vuelo, enfermería, medicina, etcétera, sí podría hablarse de una indumentaria, que puede variar considerablemente según lugar o empresa y en algunos países suele coincidir en las siguientes características:
- camisa blanca de manga larga
- pajarita o corbatín
- pantalón de pinza negro
- calcetines negros
- zapatos negros (de vestir)
- aseado, pelo ordenado, uñas cortas y manos limpias
- identificación
- sin accesorios
- chaleco negro

En el caso de las damas se suele emplear un vestido (el cual no debe ser escotado ni demasiado corto), un delantal y tacones negros (no tipo sandalias). Es imprescindible en todo caso que lleven el cabello debidamente recogido, no usar bisutería muy recargada y maquillarse moderadamente.

## Herramientas
Por lo general, suelen llevar consigo herramientas básicas como un sacacorchos o un abridor y bolígrafo. En determinados lugares pueden añadirse elementos extra como un lito, un comandero o herramientas digitales como el TPV, así como un delantal o un brazalete indicando ser jefe de sección. Algunos establecimientos hacen uso del pago al contado por parte del camarero de las consumiciones que solicita al barman: los clientes pagan al camarero las bebidas al contado, el camarero devuelve el cambio al cliente en el acto y cada nuevo encargo de bebidas solicitadas al barman, debe abonarlas antes de partir con ellas para servirlas a los clientes, obligándose a llevar un fondo en moneda para las operaciones de pago con el cliente. Al terminar la jornada, el camarero entrega el fondo al barman o jefe de bar.

## Camarero de hotel y restaurante
Camareros de hotel y restaurante

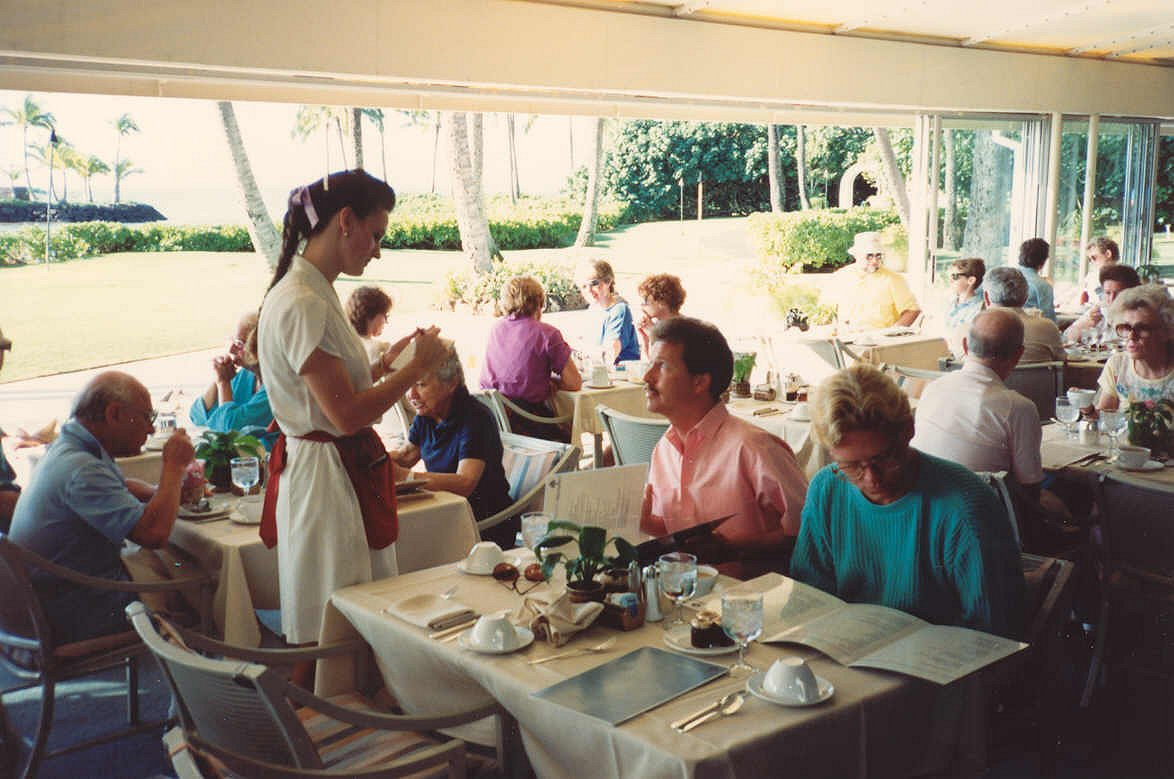
Una camarera atiende clientes en un restaurante.

Los camareros o camareras de hotel suelen ir uniformados con distinta apariencia según la hora del día. Por la mañana, pueden vestir camisa y pajarita, para la cena, pueden vestir un chaleco, mientras que un jefe de sección usaría corbata en lugar de pajarita. En algunas zonas turísticas, es común que el camarero hable un idioma extra (generalmente inglés) para entender a la clientela. En hoteles que sirven las comidas en bufé, los camareros actúan sirviendo las bebidas y retirando platos usados, al tiempo que controlan la existencia de género en las bandejas del bufé para avisar a cocina si hay necesidad de elaborar más cantidad de un mismo plato. Al terminar el horario de comedor, los clientes deben desalojar el lugar y los camareros suelen entrar en la cocina para repasar y secar con un lito los platos y cubiertos que han salido del lavavajillas. En la terraza o salón del hotel, sirven bebidas a grupos de mesas, controlando la limpieza de ceniceros y retirando material usado mediante un protocolo. Un camarero profesional hace uso de técnicas para un mejor desarrollo de su trabajo; aprovecha los viajes entre bar y mesas para llevar siempre la bandeja llena, bien sea de bebidas para servir, al dirigirse hacia las mesas, o bien con material usado al dirigirse a la barra. Un camarero experto conoce técnicas para aumentar la producción, pudiendo provocar situaciones y llegar a hacer discretas preguntas a los clientes en el momento de hacer el pedido. Asimismo, mantienen un paso constante, pausado pero alargado, lo que aparenta serenidad y les permite avanzar con rapidez y elegancia. El camarero ha de ser agradable y educado para que los clientes estén a gusto y en un futuro repitan.

## Camarera de piso
La camarera de piso es la profesional que se dedica a mantener en perfecto estado de limpieza y orden las habitaciones de un hotel. En España también reciben el nombre de kellys, forma apocopada de «las que limpian». Normalmente así sea de más o menos categoría el establecimiento, estas camareras estarán más especializadas o menos, e incluso suele haber varias camareras de pisos en una misma planta. La persona encargada de la supervisión de las camareras de piso se le conoce con el nombre de ama de llaves o gobernanta.

## Historia
Antiguamente, el camarero era un criado de mucha distinción en casa de los grandes, que mandaba sobre todo lo perteneciente. Otros camareros eran:
- Camarero mayor. En la casa real de Castilla se llamaba así al jefe de la cámara del rey hasta que se introdujeron el estilo y los nombres de la casa de Borgoña.
- Camarera mayor. La señora de más autoridad entre las que servían a la reina. Debía ser grande de España y entre otras muchas preeminencias tenía la de mandar a todas la que servían en palacio.
- Camarero de las armas. El que estaba encargado del cuidado y conservación de las sillas, guarniciones y demás objetos propios de la caballeriza.